# Calvisia conspersa
Calvisia conspersa är en insektsart som beskrevs av Ludwig Redtenbacher 1908. Calvisia conspersa ingår i släktet Calvisia och familjen Diapheromeridae. Inga underarter finns listade.